# Marie Le Net
Marie Le Net (ur. 25 stycznia 2000 w Pontivy) – francuska kolarka torowa i szosowa, trzykrotna medalistka mistrzostw świata.

## Kariera
Pierwsze medale w karierze zdobyła w 2017, kiedy zajmowała trzecie miejsce w drużynowym wyścigu na dochodzenie i madisonie na torowych mistrzostwach świata juniorów w Montichiari. Na rozgrywanych rok później torowych mistrzostwach świata juniorów w Aigle zwyciężyła w madisonie, a podczas szosowych mistrzostw świata w Innsbrucku była druga w wyścigu ze startu wspólnego juniorek. Podczas mistrzostw świata w Berlinie w 2020 w parze z Clarą Copponi wywalczyła srebrny medal w madisonie. Wynik ten Francuzki powtórzyły na mistrzostwach świata w Roubaix w 2021.
Startowała na igrzyskach olimpijskich w Tokio, zajmując piąte miejsce w madisonie i siódme w drużynowym wyścigu na dochodzenie.

## Rankingi

### Kolarstwo szosowe
| Rok            | 2019 | 2020 | 2021 | 2022 | 2023 | 2024 |
| -------------- | ---- | ---- | ---- | ---- | ---- | ---- |
| Ranking UCI    | 546. | 277. | 146. | 66.  | 261. | 197. |
| UCI World Tour | -    | -    | 123. | 101. | 235. | 144. |
|                |      |      |      |      |      |      |
| Źródło: UCI    |      |      |      |      |      |      |